# Gervonta Davis
Gervonta Davis (Baltimora, 7 novembre 1994) è un pugile statunitense.
Soprannominato "The One" o "Tank", dal 2019 è campione del mondo WBA dei pesi leggeri. In carriera è stato anche una volta campione WBA dei pesi superleggeri (giugno-dicembre 2021), due volte campione WBA (Super) dei pesi superpiuma (tra aprile 2018 e agosto 2021) e una volta campione IBF sempre dei pesi superpiuma (gennaio-agosto 2017).
Il suo stile di combattimento è stato paragonato a quello di Mike Tyson. Vanta, inoltre, una percentuale di KO del 90%.

## Biografia
Davis nasce nel Maryland, più precisamente nel quartiere di Sandtown-Winchester a Baltimora. All'età di cinque anni, dopo aver scoperto la passione per il pugilato, si iscrive all'Upton Boxing Center della città, sotto la tutela dell'allenatore Calvin Ford.
Da dilettante (2006-2012) vanta un record di 206 vittorie e 15 sconfitte.

## Carriera

### Professionisti
Il 22 febbraio 2013 compie il suo debutto da professionista battendo, via KO al primo round, il connazionale Desi Williams. Ottiene poi sette vittorie, tutte per KO e prima del limite. 
L'8 ottobre 2014 vince per decisione unanime (60-52, 60-52, 60-52) contro il pugile messicano German Meraz mentre, il 20 febbraio 2015, batte facilmente il portoricano Israel Suarez, tramite un KO al primo round.
Successivamente, porta il suo record sul 16-0, grazie ad altre sei vittorie tutte sempre per KO; la più eclatante è quella contro Mario Macias, ottenuta il 3 giugno 2016 dopo soli 41 secondi dall'inizio dell'incontro.
Il 14 gennaio 2017 conquista il titolo mondiale IBF dei pesi superpiuma, superando il campione in carica José Pedraza via KO tecnico alla settima ripresa. Il 20 maggio difende la cintura, per KO tecnico al terzo round, contro l'inglese Liam Walsh.
Il 26 agosto 2017, nonostante la vittoria per KO ai danni di Francisco Fonseca, perde il titolo a causa del mancato peso gara.
Torna sul ring il 21 aprile 2018, sconfiggendo l'argentino Jesús Cuellar per KO. L'incontro, valevole per il titolo WBA (Super) dei pesi superpiuma, consente a Davis di ottenere un'altra cintura di campione del mondo. Difende poi il titolo due occasioni, entrambe per KO tecnico: la prima, contro Hugo Ruiz mentre, la seconda, contro Ricardo Núñez.
Il 25 ottobre 2019 annuncia il passaggio alla categoria pesi leggeri, tramite il match contro il cubano Yuriorkis Gamboa, previsto per il 28 dicembre dello stesso anno. In tale data, oltre a vincere l'ennesimo incontro per KO tecnico, conquista il vacante titolo mondiale WBA.
Il 31 ottobre 2020 si laurea per la seconda volta campione WBA (Super) dei pesi superpiuma, sconfiggendo Léo Santa Cruz per KO alla sesta ripresa.
Il 26 maggio 2021 viene confermato il match contro il connazionale Mario Barrios per il titolo mondiale WBA dei pesi superleggeri. L'incontro, disputatosi il 26 giugno, ha visto Davis diventare campione in tre categorie di peso differenti, grazie ad una vittoria per TKO ottenuta all'undicesima ripresa.
Il 6 ottobre 2021 viene annunciato, per il 5 dicembre successivo, l'incontro tra Davis e l'ex campione ad interim WBA dei pesi leggeri Rolando Romero. Nonostante ciò, il 31 ottobre Romero viene accusato di molestie sessuali e sostituito con il messicano Isaac Cruz. L'incontro vede Davis difendere la cintura per decisione unanime (116-112, 115-113, 115-113).
Il 24 gennaio 2022 viene infine confermato, per il 28 maggio seguente, il match contro Romero. Al PPV, Davis vince la disputa grazie ad un KO tecnico ottenuto al sesto round.
Nel 2023 difende il titolo prima contro Héctor García e poi contro Ryan García, con quest'ultimo senza titolo in palio. In entrambe le occasioni, Davis vincerà per KO tecnico.
Il 16 giugno 2024 difende il titolo WBA dei pesi leggeri contro Frank Martin, grazie ad un KO avvenuto durante l'ottavo round.

## Risultati nel pugilato
| Risultato | Record | Avversario        | Metodo | Data              | Round   | Città            | Note                                                                                    |
| --------- | ------ | ----------------- | ------ | ----------------- | ------- | ---------------- | --------------------------------------------------------------------------------------- |
| Pareggio  | 30–0–1 | Lamont Roach Jr.  | MD     | 1 marzo 2025      | 12      | New York         | Difende il titolo WBA dei pesi leggeri                                                  |
| Vittoria  | 30–0   | Frank Martin      | KO     | 16 giugno 2024    | 8 (12)  | Las Vegas        | Difende il titolo WBA dei pesi leggeri                                                  |
| Vittoria  | 29–0   | Ryan García       | TKO    | 23 aprile 2023    | 7 (12)  | Las Vegas        |                                                                                         |
| Vittoria  | 28–0   | Héctor García     | TKO    | 7 gennaio 2023    | 8 (12)  | Washington, D.C. | Difende il titolo WBA dei pesi leggeri                                                  |
| Vittoria  | 27–0   | Rolando Romero    | TKO    | 28 maggio 2022    | 6 (12)  | New York         | Difende il titolo WBA dei pesi leggeri                                                  |
| Vittoria  | 26–0   | Isaac Cruz        | UD     | 5 dicembre 2021   | 12      | Los Angeles      | Difende il titolo WBA dei pesi leggeri                                                  |
| Vittoria  | 25–0   | Mario Barrios     | TKO    | 26 giugno 2021    | 11 (12) | Atlanta          | Vince il titolo WBA dei pesi superleggeri                                               |
| Vittoria  | 24–0   | Léo Santa Cruz    | KO     | 31 ottobre 2020   | 6 (12)  | San Antonio      | Difende il titolo WBA dei pesi leggeri; vince il titolo WBA (Super) dei pesi superpiuma |
| Vittoria  | 23–0   | Yuriorkis Gamboa  | TKO    | 28 dicembre 2019  | 12 (12) | Atlanta          | Vince il titolo WBA dei pesi leggeri                                                    |
| Vittoria  | 22–0   | Ricardo Núñez     | TKO    | 27 luglio 2019    | 2 (12)  | Baltimora        | Difende il titolo WBA (Super) dei pesi superpiuma                                       |
| Vittoria  | 21–0   | Hugo Ruiz         | TKO    | 9 febbraio 2019   | 1 (12)  | Carson           | Difende il titolo WBA (Super) dei pesi superpiuma                                       |
| Vittoria  | 20–0   | Jesús Callar      | TKO    | 21 aprile 2018    | 3 (12)  | New York         | Vince il titolo WBA (Super) dei pesi superpiuma                                         |
| Vittoria  | 19–0   | Francisco Fonseca | KO     | 26 agosto 2017    | 8 (12)  | Paradise         | Il titolo IBF dei pesi superpiuma viene reso vacante poiché Davis manca il peso         |
| Vittoria  | 18–0   | Liam Walsh        | TKO    | 20 maggio 2017    | 3 (12)  | Londra           | Difende il titolo IBF dei pesi superpiuma                                               |
| Vittoria  | 17–0   | José Pedraza      | KO     | 14 gennaio 2017   | 7 (12)  | New York         | Vince il titolo IBF dei pesi superpiuma                                                 |
| Vittoria  | 16–0   | Mario Macias      | KO     | 3 giugno 2016     | 1 (8)   | Hollywood        |                                                                                         |
| Vittoria  | 15–0   | Guillermo Avila   | TKO    | 1 aprile 2016     | 6 (10)  | Washington       |                                                                                         |
| Vittoria  | 14–0   | Luis Sanchez      | KO     | 18 dicembre 2015  | 9 (10)  | Paradise         |                                                                                         |
| Vittoria  | 13–0   | Cristóbal Cruz    | TKO    | 30 ottobre 2015   | 3 (8)   | Orlando          |                                                                                         |
| Vittoria  | 12–0   | Recky Dulay       | TKO    | 12 settembre 2015 | 1 (6)   | Paradise         |                                                                                         |
| Vittoria  | 11–0   | Alberto Mora      | TKO    | 22 maggio 2015    | 1 (8)   | Atlantic City    |                                                                                         |
| Vittoria  | 10–0   | Israel Suarez     | KO     | 20 febbraio 2015  | 1 (6)   | Pittsburgh       |                                                                                         |
| Vittoria  | 9–0    | Germán Meraz      | UD     | 8 ottobre 2014    | 6       | Biloxi           |                                                                                         |
| Vittoria  | 8–0    | Hector Lopez      | KO     | 1 agosto 2014     | 1 (4)   | Shelton          |                                                                                         |
| Vittoria  | 7–0    | Joshua Arocho     | TKO    | 16 maggio 2014    | 2 (4)   | Ledyard          |                                                                                         |
| Vittoria  | 6–0    | James Franks      | TKO    | 14 dicembre 2013  | 2 (6)   | Washington       |                                                                                         |
| Vittoria  | 5–0    | Eric Goodall      | TKO    | 17 ottobre 2013   | 4 (4)   | Bethlehem        |                                                                                         |
| Vittoria  | 4–0    | Rafael Casias     | TKO    | 20 luglio 2013    | 2 (6)   | Baltimora        |                                                                                         |
| Vittoria  | 3–0    | Jonathan Gears    | KO     | 8 giugno 2013     | 1 (4)   | Washington       |                                                                                         |
| Vittoria  | 2–0    | Jacob Ninow       | TKO    | 20 aprile 2013    | 2 (4)   | Upper Marlboro   |                                                                                         |
| Vittoria  | 1–0    | Desi Williams     | KO     | 22 febbraio 2013  | 1 (4)   | Washington       | Debutta tra i professionisti                                                            |